# Rio Dăneşti
O Rio Dăneşti é um rio da Romênia, afluente do Vasluieţ, localizado no distrito de Vaslui.